# خربه تین نور
خربة تین نور یک منطقهٔ مسکونی در سوریه است که در حمص واقع شده‌است.

## خصوصیات
خربة تین نور ۲٬۷۲۶ نفر جمعیت دارد.